# Wright StreetLite

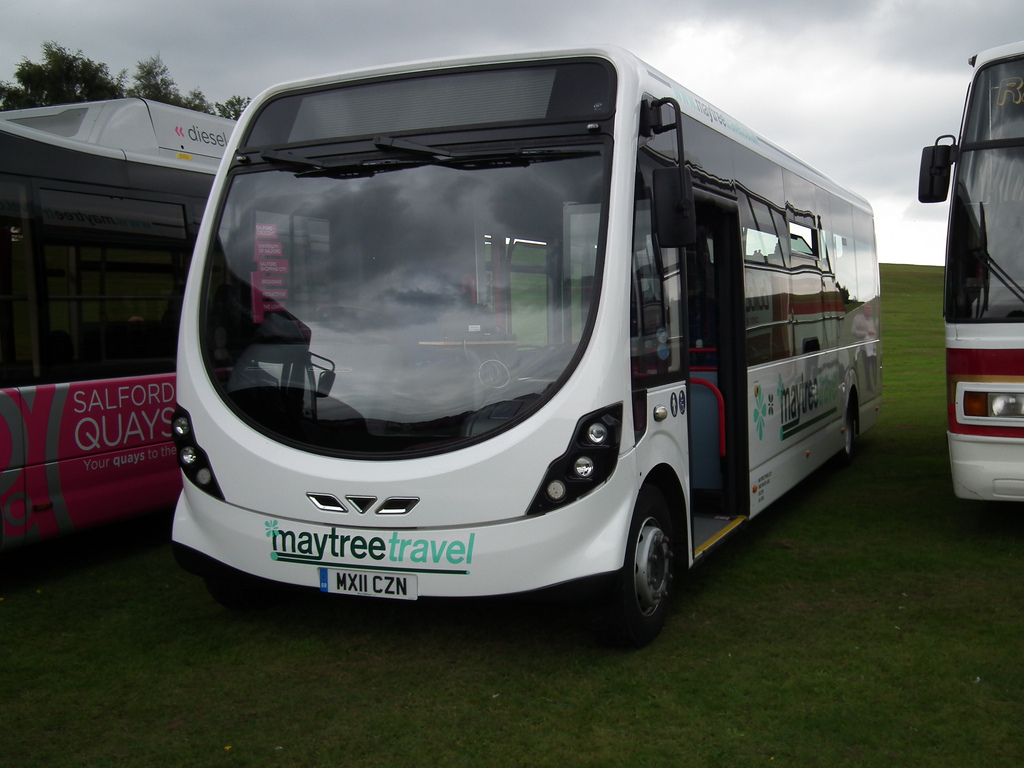
Een 8,8 m Streetlite met de vooras voor de deur

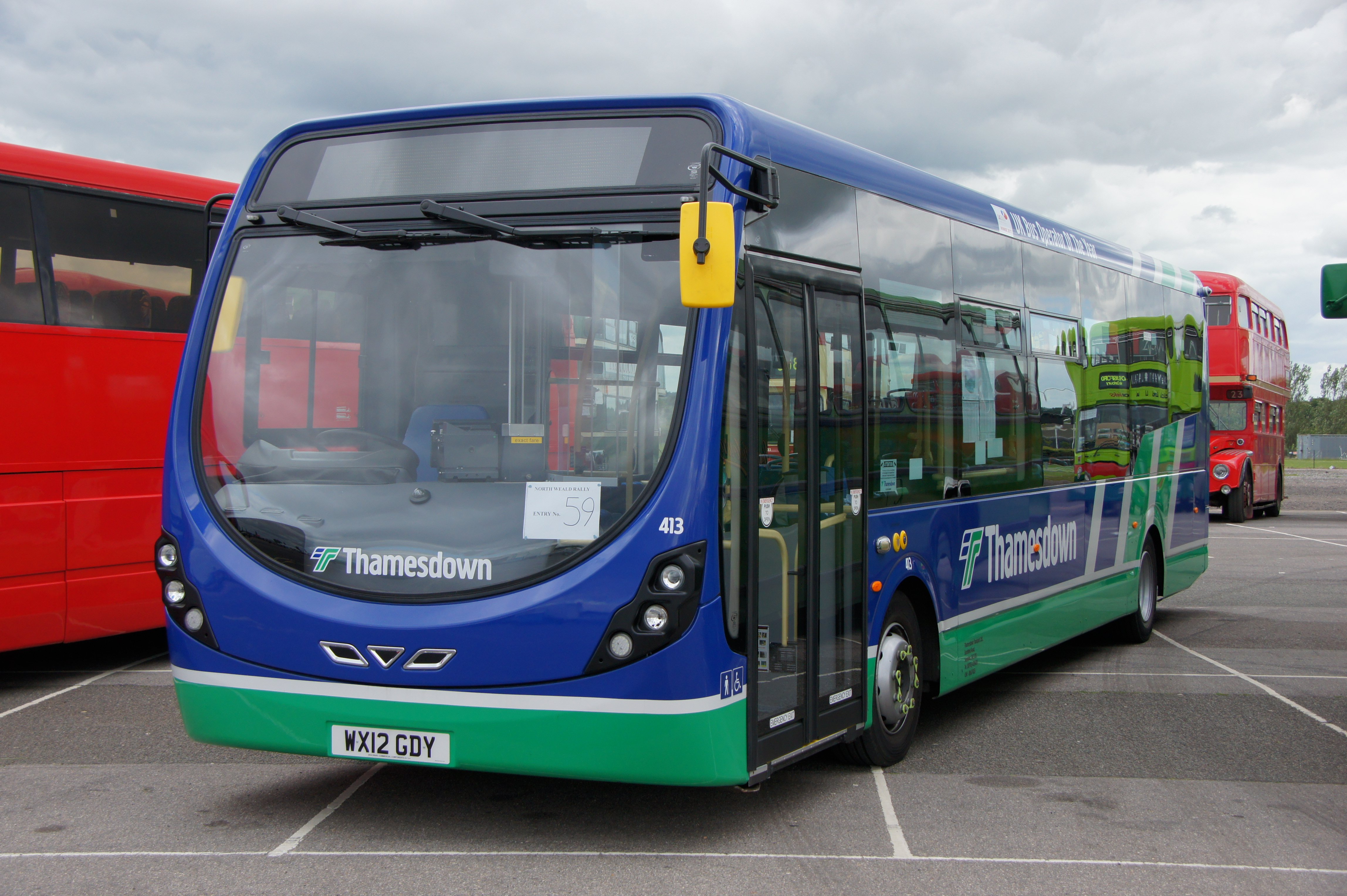
Een 10,8 m Streetlite met de deur voor de vooras

De Wright StreetLite is een lagevloer midibus met een lengte van 8,8 meter tot 11,5 meter. Het busmodel werd in 2010 ontwikkeld door de Britse busbouwer Wrightbus.

## Versies
De StreetLite is verkrijgbaar in twee carrosserievarianten en vijf verschillende lengtes variërend van 8,8 m tot 11,5 m. Bij elke variant en versie is de breedte gelijk.

### Wheel Forward
De Wheel Forward-variant werd in 2010 geïntroduceerd en is verkrijgbaar in twee lengtes van 8,8 meter en 9,5 meter met plaats voor respectievelijk maximaal 33 en 37 passagiers. Om ruimte te besparen in deze variant werd de vooras voor de deur geplaatst, vergelijkbaar met de Optare Solo. Vandaar ook de naam Wheel Forward.

### Door Forward
De Door Forward-variant werd in 2011 geïntroduceerd en is verkrijgbaar in twee lengtes van 10,2 meter en 10,8 meter met plaats voor respectievelijk 37 en 41 passagiers. In deze variant is de as achter de deur geplaatst en er is een optie voor een dubbele deur voor de specificaties van Transport for London.

### StreetLite Max
De StreetLite Max werd in 2012 geïntroduceerd en is verkrijgbaar in een lengte van 11,5 meter met plaats voor respectievelijk 45 passagiers. Deze variant is eigenlijk gewoon een verlengde Door Forwardvariant.

## Technische specificaties
|                 | 8,8 m StreetLite        | 9,5 m StreetLite        | 10,2 m StreetLite                                       | 10,8 m StreetLite                                       | 11,5 m StreetLite       |
| --------------- | ----------------------- | ----------------------- | ------------------------------------------------------- | ------------------------------------------------------- | ----------------------- |
| Lengte          | 8 780 mm                | 9 480 mm                | Divers; - 10 205 mm (1 deur) - 10 245 mm (2 deuren)     | 10 770 mm                                               | 11 505 mm               |
| Breedte         | 2 445 mm                | 2 445 mm                | 2 445 mm                                                | 2 445 mm                                                | 2 445 mm                |
| Hoogte          | 2 885 mm                | 2 885 mm                | 2 905 mm                                                | 2 905 mm                                                | 2 990 mm                |
| Zitplaatsen     | 33 personen             | 37 personen             | Divers; - 37 personen (1 deur) - 31 personen (2 deuren) | Divers; - 41 personen (1 deur) - 35 personen (2 deuren) | 45 personen             |
| Staanplaatsen   | 37 personen             | 33 personen             | Divers; - 33 personen (1 deur) - 40 personen (2 deuren) | Divers; - 29 personen (1 deur) - 36 personen (2 deuren) | 25 personen             |
| Motor           | Cummins 4 cilinder iSBe | Cummins 4 cilinder iSBe | Cummins 4 cilinder iSBe (optioneel 6 cilinder)          | Cummins 4 cilinder iSBe (optioneel 6 cilinder)          | Cummins 4 cilinder iSBe |
| Vermogen        | 160 pk - 185 pk         | 160 pk - 185 pk         | 160 pk - 185 pk (optioneel 225 pk - 250 pk)             | 160 pk - 185 pk (optioneel 225 pk - 250 pk)             | 185 pk - 207 pk         |
| Versnellingsbak | Voith Diwa 3E of Diwa 5 | Voith Diwa 3E of Diwa 5 | Voith Diwa 3E of Diwa 5                                 | Voith Diwa 3E of Diwa 5                                 | Voith 824.5             |

## VDL Citea
In samenwerking met VDL Bus & Coach werd een midibusversie van de VDL Citea ontwikkeld en deze werd in oktober 2013 gepresenteerd. Hierbij diende de StreetLite als basis. De Citea MLE is eigenlijk gewoon een Wright StreetLite, echter is de Citea MLE bedoeld voor linksgestuurde landen en de Streetlite voor rechtsgestuurde landen.

## Inzet

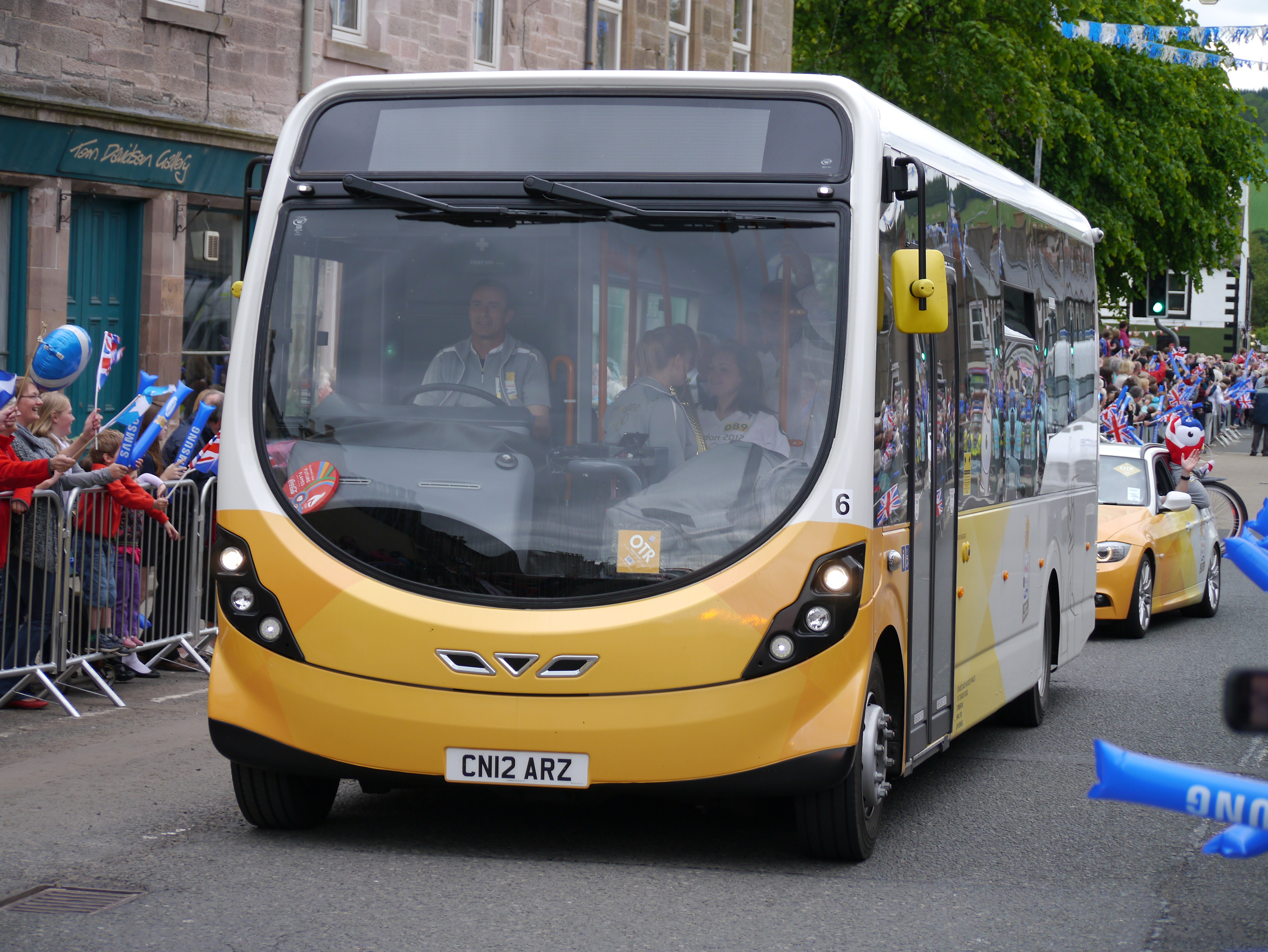
Een StreetLite van Stagecoach die in dienst was speciaal voor de estafetteloop van het Olympische vuur

De Wright StreetLite wordt vooral ingezet in het Verenigd Koninkrijk. De grootste afnemer is het bedrijf First Group. Daarnaast bestelde Stagecoach speciaal voor de Olympische Zomerspelen van 2012 in Londen tien 9,5 m bussen. De bussen werden hierbij ingezet voor het vervoeren van de estafettelopers en evenementenleiders naar de uitgangspunten voor de estafetteloop van het Olympische vuur. De bussen werden hierbij speciaal ingericht met onder andere alle plaatsen in Groot-Brittannië waar de fakkel zou komen en een afbeelding van een estafetteloper op de buitenkant.
| Bedrijf             | Type                | Serie               | Aantal              | Inzet                    | Opmerkingen                                                                                               |
| Verenigd Koninkrijk | Verenigd Koninkrijk | Verenigd Koninkrijk | Verenigd Koninkrijk | Verenigd Koninkrijk      | Verenigd Koninkrijk                                                                                       |
| ------------------- | ------------------- | ------------------- | ------------------- | ------------------------ | --- |
| Arriva              | 10,2 m              | ????-????           | 5                   | Route X116 in Gillingham | |
| Blue Triangle       | 8,8 m               | ????-????           | 9                   | Londen                   | |
| Bus Vannin          | 9,5 m               | ????-????           | 6                   | Man                      | |
| Bus Vannin          | 10,8 m              | ????-????           | 6                   | Man                      | Werden nooit geleverd                                                                                     |
| Stagecoach          | 9,5 m               | 1-10                | 10                  |                          | Werden speciaal ingezet de estafetteloop van de fakkel voor de Olympische Zomerspelen van 2012 in Londen. |

## Mistral
Voor de verkoop van de StreetLite sloot Wrightbus een exclusieve deal met Mistral, een verhuur- en verkoopbedrijf van Bussen. Mistral plaatst de bussen te koop als "Wrightbus+Mistral - the perfect equation"